# Jodid kademnatý
Jodid kademnatý je anorganická sloučenina kadmia a jodu se vzorcem CdI2. Za běžných podmínek má podobu bílých až nažloutlých krystalů; struktura těchto krystalů je typická pro sloučeniny MX2 se silnými polarizačními účinky.

## Použití
Jodid kademnatý se používá v litografii, fotografii, galvanickém pokovování a při výrobě fosforu.

## Příprava
CdI2 se připravuje reakcí kovového kadmia, či jeho oxidu, hydroxidu nebo uhličitanu s kyselinou jodovodíkovou. Lze ho získat také zahříváním kadmia s jodem.